# Псевдоцістела вусачева
Псевдоцістела вусачева (Pseudocistela ceramboides) — вид жуків родини чорнотілок (Tenebrionidae).

## Поширення
Вид поширений в Європі від Скандинавії на південь до Італії та від Франції на схід до Росії. Є ізольоване населення у Великій Британії. Присутній у фауні України.

## Опис
Тіло витягнуте овальне, 9-13 мм завдовжки, матово чорного кольору. Голова невелика і закруглена, ротові органи спрямовані вперед. Великі дугоподібні очі ширші, ніж довгі, а передній край сильно обрізаний через розширення щік. Вусики складаються з 11 члеників, волосисті. У самиць вусики сягають половини довжини тіла, у самці значно довші. Передньоспинка та надкрила коричневого кольору. Надкрила мають неглибокі, але чіткі численні борозенки.

## Спосіб життя
Жуки трапляються в лісистих місцевостях у травні-липні. Активні в нічний час. Живляться пилком на квітах. Личинки живуть у гнилій деревині листяних порід, переважно дубів.